# Juchnowiec Kościelny (gmina)
Juchnowiec Kościelny (do 31 grudnia 1997 gmina Juchnowiec Dolny) – gmina wiejska w województwie podlaskim, w powiecie białostockim. W latach 1975–1998 gmina położona była w województwie białostockim.
Siedziba gminy to Juchnowiec Kościelny (od 1 stycznia 1998, wcześniej Juchnowiec Dolny).
W 2021 roku gminę zamieszkiwały 17 034 osoby

## Struktura powierzchni
Według danych z roku 1997 gmina Juchnowiec Kościelny miała obszar 172,06 km², w tym użytki rolne stanowiły 73,26% (64,76% tej powierzchni zajmowały grunty orne, 20,58% – łąki, 14,18% – pastwiska). Lasy zajmowały 16,96% powierzchni gminy.
Gmina stanowi 5,76% powierzchni powiatu.

## Demografia

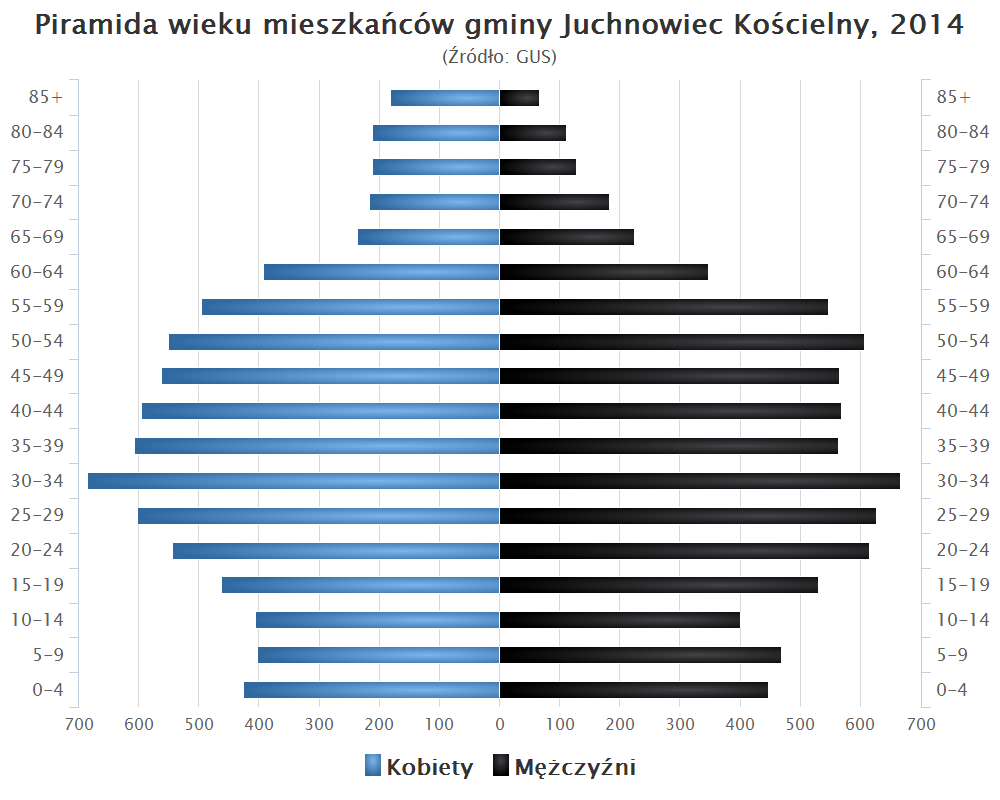
Piramida wieku mieszkańców gminy Juchnowiec Kościelny w 2014 roku

Dane z 30 czerwca 2014:
| Opis                              | Ogółem | Ogółem | Kobiety | Kobiety | Mężczyźni | Mężczyźni |
| --------------------------------- | ------ | ------ | ------- | ------- | --------- | --------- |
| jednostka                         | osób   | %      | osób    | %       | osób      | %         |
| populacja                         | 15404  | 100    | 7764    | 50,40   | 7640      | 49,60     |
| gęstość zaludnienia (mieszk./km²) | 89,5   | 89,5   |         |         |           |           |

## Miejscowości
Baranki, Biele, Bogdanki, Brończany, Czerewki, Dorożki, Hermanówka, Hołówki Duże, Hołówki Małe, Horodniany, Hryniewicze, Ignatki, Ignatki-Kolonia, Ignatki-Osiedle, Izabelin, Janowicze, Janowicze-Kolonia, Juchnowiec Dolny, Juchnowiec Górny, Juchnowiec Kościelny, Kleosin, Klewinowo, Kojrany, Kolonia Koplany, Księżyno-Kolonia, Koplany, Kozowszczyzna, Kożany, Księżyno, Lewickie, Lewickie-Kolonia, Lewickie-Stacja, Mańkowizna, Niewodnica Nargilewska, Niewodnica Nargilewska-Kolonia, Ogrodniczki, Olmonty, Pańki, Rostołty, Rumejki, Simuny, Solniczki, Stanisławowo, Szerenosy, Śródlesie, Tryczówka, Wojszki, Wólka, Zajączki, Zaleskie, Złotniki.

## Sąsiednie gminy
Białystok, Bielsk Podlaski, Choroszcz, Suraż, Turośń Kościelna, Wyszki, Zabłudów